# Stanisław Grochowski
Stanisław Grochowski, född 1542 i Masovien, död 30 januari 1612 i Kraków, var en polsk poet. 
Grochowskis poetiska verksamhet inleddes egentligen under Sigismund Vasa, som han förhärligade i flera oden och dityramber, Kalliopea słowienska (med anledning av hans kröning 1587), Pieśni Kalliopy słowienskiej (med anledning av polackernas seger vid Byczyna 1588 över Maximilian av Österrike) och August Jagiello wzbudzony (1603, "Den från döden uppväckte Jagiello Augustus" = Sigismund). 
Förutom åtskilliga kungliga äreminnen och ett par sorgekväden (bland annat över drottning Anna 1599 och över Jan Zamoyski 1605) skrev Grochowski satiren Babie koło (1600, Käringkretsen), vars udd är riktad mot de intriger och det skvaller, som efter kardinal Jerzy Radziwiłs död föregick biskopsvalet i Kraków, samt Toruńskie nocy (1609, Nätter i Toruń), tillägnade Piotr Skarga, ett slags humoristisk självbekännelse med skämtsamma anspelningar på kyrkliga förhållanden.  Grochowskis dikter, på sin tid mycket högt skattade, utkom i två delar 1607–1608 (ny upplaga 1859).